# Acarus
Genre
Synonymes
- Acarellus Tatem, 1872[2]
- Acarellus Westwood, 1870[2]
- Aleurobius Canestrini, 1888[2]
- Ararus Oudemans, 1901[2]
- Ascarus Claus, 1880[2]
- Tyroglypus Canestrini, 1897[2]

- Tyroglyphus Latreille[2]

Acarus est un genre d'acariens de la famille des Acaridae. Il est créé en 1758 par le naturaliste suédois Carl von Linné avec pour espèce type Acarus siro, le Ciron de la farine. 
Ce sont les travaux de révision des années 1960 par l'acarologue britannique Donald Alister Griffiths qui ont redéfinit cet ensemble autour de la description de Linné d'Acarus siro,,.

## Liste d'espèces
Selon BioLib (18 décembre 2021) :
- Acarus ananas (Tryon, 1898)
- Acarus beschkovi (Mitov, 1994)
- Acarus bomiensis Wang, 1982
- Acarus calcarabellus (Griffiths, 1965)
- Acarus chaetoxysilos Griffiths, 1970
- Acarus ebrius Ashfaq, Akhtar & Chaudhri, 1986
- Acarus farris (Oudemans, 1905)
- Acarus gracilis Hughes, 1957
- Acarus immobilis Griffiths, 1964
- Acarus inaequalis (Banks, 1916)
- Acarus monopsyllus Fain & Schwan, 1984
- Acarus nidicolus Griffiths, 1970
- Acarus queenslandiae (Canestrini, 1884)
- Acarus sentus Ashfaq, Akhtar & Chaudhri, 1986
- Acarus siro Linnaeus, 1758 - espèce type
- Acarus umbonis Ashfaq, Akhtar & Chaudhri, 1986